# Danh sách tiểu hành tinh: 6901–7000
| Tên                | Tên đầu tiên | Ngày phát hiện       | Nơi phát hiện           | Người phát hiện                                        |
| ------------------ | ------------ | -------------------- | ----------------------- | ------------------------------------------------------ |
| 6901 Roybishop     | 1989 PA      | 2 tháng 8 năm 1989   | Palomar                 | C. S. Shoemaker, E. M. Shoemaker                       |
| 6902 Hideoasada    | 1989 US3     | 16 tháng 10 năm 1989 | Kani                    | Y. Mizuno, T. Furuta                                   |
| 6903               | 1989 XM      | 2 tháng 12 năm 1989  | Gekko                   | Y. Oshima                                              |
| 6904 McGill        | 1990 QW1     | 22 tháng 8 năm 1990  | Palomar                 | H. E. Holt                                             |
| 6905 Miyazaki      | 1990 TW      | 15 tháng 10 năm 1990 | Kitami                  | K. Endate, K. Watanabe                                 |
| 6906 Johnmills     | 1990 WC      | 19 tháng 11 năm 1990 | Siding Spring           | R. H. McNaught                                         |
| 6907 Harryford     | 1990 WE      | 19 tháng 11 năm 1990 | Siding Spring           | R. H. McNaught                                         |
| 6908 Kunimoto      | 1990 WB3     | 24 tháng 11 năm 1990 | Kitami                  | K. Endate, K. Watanabe                                 |
| 6909 Levison       | 1991 BY2     | 19 tháng 1 năm 1991  | Palomar                 | C. S. Shoemaker, E. M. Shoemaker                       |
| 6910 Ikeguchi      | 1991 FJ      | 17 tháng 3 năm 1991  | Kiyosato                | S. Otomo, O. Muramatsu                                 |
| 6911 Nancygreen    | 1991 GN      | 10 tháng 4 năm 1991  | Palomar                 | E. F. Helin                                            |
| 6912 Grimm         | 1991 GQ2     | 8 tháng 4 năm 1991   | La Silla                | E. W. Elst                                             |
| 6913 Yukawa        | 1991 UT3     | 31 tháng 10 năm 1991 | Kitami                  | K. Endate, K. Watanabe                                 |
| 6914 Becquerel     | 1992 GZ      | 3 tháng 4 năm 1992   | Palomar                 | C. S. Shoemaker, D. H. Levy, H. E. Holt                |
| 6915               | 1992 HH      | 30 tháng 4 năm 1992  | Yatsugatake             | Y. Kushida, O. Muramatsu                               |
| 6916 Lewispearce   | 1992 OJ      | 27 tháng 7 năm 1992  | Siding Spring           | R. H. McNaught                                         |
| 6917               | 1993 FR2     | 29 tháng 3 năm 1993  | Kiyosato                | S. Otomo                                               |
| 6918 Manaslu       | 1993 FV3     | 20 tháng 3 năm 1993  | Nyukasa                 | M. Hirasawa, S. Suzuki                                 |
| 6919 Tomonaga      | 1993 HP      | 16 tháng 4 năm 1993  | Kitami                  | K. Endate, K. Watanabe                                 |
| 6920 Esaki         | 1993 JE      | 14 tháng 5 năm 1993  | Kitami                  | K. Endate, K. Watanabe                                 |
| 6921 Janejacobs    | 1993 JJ      | 14 tháng 5 năm 1993  | Kushiro                 | S. Ueda, H. Kaneda                                     |
| 6922 Yasushi       | 1993 KY1     | 27 tháng 5 năm 1993  | Kiyosato                | S. Otomo                                               |
| 6923 Borzacchini   | 1993 SD      | 16 tháng 9 năm 1993  | Stroncone               | Stroncone                                              |
| 6924 Fukui         | 1993 TP      | 8 tháng 10 năm 1993  | Kitami                  | K. Endate, K. Watanabe                                 |
| 6925 Susumu        | 1993 UW2     | 24 tháng 10 năm 1993 | Geisei                  | T. Seki                                                |
| 6926               | 1994 RO11    | 1 tháng 9 năm 1994   | Kushiro                 | S. Ueda, H. Kaneda                                     |
| 6927 Tonegawa      | 1994 TE1     | 2 tháng 10 năm 1994  | Kitami                  | K. Endate, K. Watanabe                                 |
| 6928 Lanna         | 1994 TM3     | 11 tháng 10 năm 1994 | Kleť                    | M. Tichý                                               |
| 6929 Misto         | 1994 UE      | 31 tháng 10 năm 1994 | Colleverde              | V. S. Casulli                                          |
| 6930               | 1994 VJ3     | 7 tháng 11 năm 1994  | Kushiro                 | S. Ueda, H. Kaneda                                     |
| 6931 Kenzaburo     | 1994 VP6     | 4 tháng 11 năm 1994  | Kitami                  | K. Endate, K. Watanabe                                 |
| 6932 Tanigawadake  | 1994 YK      | 24 tháng 12 năm 1994 | Oizumi                  | T. Kobayashi                                           |
| 6933 Azumayasan    | 1994 YW      | 28 tháng 12 năm 1994 | Oizumi                  | T. Kobayashi                                           |
| 6934               | 1994 YN2     | 25 tháng 12 năm 1994 | Kushiro                 | S. Ueda, H. Kaneda                                     |
| 6935 Morisot       | 4524 P-L     | 24 tháng 9 năm 1960  | Palomar                 | C. J. van Houten, I. van Houten-Groeneveld, T. Gehrels |
| 6936 Cassatt       | 6573 P-L     | 24 tháng 9 năm 1960  | Palomar                 | C. J. van Houten, I. van Houten-Groeneveld, T. Gehrels |
| 6937 Valadon       | 1010 T-2     | 29 tháng 9 năm 1973  | Palomar                 | C. J. van Houten, I. van Houten-Groeneveld, T. Gehrels |
| 6938 Soniaterk     | 5140 T-2     | 25 tháng 9 năm 1973  | Palomar                 | C. J. van Houten, I. van Houten-Groeneveld, T. Gehrels |
| 6939 Lestone       | 1952 SW1     | 22 tháng 9 năm 1952  | Mount Wilson            | L. E. Cunningham                                       |
| 6940               | 1972 HL1     | 19 tháng 4 năm 1972  | Cerro El Roble          | C. Torres                                              |
| 6941 Dalgarno      | 1976 YA      | 16 tháng 12 năm 1976 | Harvard Observatory     | Harvard Observatory                                    |
| 6942 Yurigulyaev   | 1976 YB2     | 16 tháng 12 năm 1976 | Nauchnij                | L. I. Chernykh                                         |
| 6943               | 1978 VR4     | 7 tháng 11 năm 1978  | Palomar                 | E. F. Helin, S. J. Bus                                 |
| 6944               | 1979 MR3     | 25 tháng 6 năm 1979  | Siding Spring           | E. F. Helin, S. J. Bus                                 |
| 6945 Dahlgren      | 1980 FZ3     | 16 tháng 3 năm 1980  | La Silla                | C.-I. Lagerkvist                                       |
| 6946               | 1980 RX1     | 15 tháng 9 năm 1980  | La Silla                | H. Debehogne, L. Houziaux                              |
| 6947 Andrewdavis   | 1981 ET8     | 1 tháng 3 năm 1981   | Siding Spring           | S. J. Bus                                              |
| 6948 Gounelle      | 1981 ET22    | 2 tháng 3 năm 1981   | Siding Spring           | S. J. Bus                                              |
| 6949 Zissell       | 1982 RZ      | 11 tháng 9 năm 1982  | Harvard Observatory     | Oak Ridge Observatory                                  |
| 6950 Simonek       | 1982 YQ      | 22 tháng 12 năm 1982 | Haute Provence          | F. Dossin                                              |
| 6951               | 1985 DW1     | 16 tháng 2 năm 1985  | La Silla                | H. Debehogne                                           |
| 6952 Niccolò       | 1986 JT      | 4 tháng 5 năm 1986   | Anderson Mesa           | E. Bowell                                              |
| 6953 Davepierce    | 1986 PC1     | 1 tháng 8 năm 1986   | Palomar                 | E. F. Helin                                            |
| 6954 Potemkin      | 1987 RB6     | 4 tháng 9 năm 1987   | Nauchnij                | L. V. Zhuravleva                                       |
| 6955 Ekaterina     | 1987 SP15    | 25 tháng 9 năm 1987  | Nauchnij                | L. V. Zhuravleva                                       |
| 6956 Holbach       | 1988 CX3     | 13 tháng 2 năm 1988  | La Silla                | E. W. Elst                                             |
| 6957               | 1988 HA      | 16 tháng 4 năm 1988  | Kushiro                 | S. Ueda, H. Kaneda                                     |
| 6958               | 1988 TX1     | 13 tháng 10 năm 1988 | Kushiro                 | S. Ueda, H. Kaneda                                     |
| 6959 Mikkelkocha   | 1988 VD1     | 3 tháng 11 năm 1988  | Đài thiên văn Brorfelde | P. Jensen                                              |
| 6960               | 1989 AL5     | 4 tháng 1 năm 1989   | Siding Spring           | R. H. McNaught                                         |
| 6961 Ashitaka      | 1989 KA      | 26 tháng 5 năm 1989  | Mishima                 | M. Akiyama, T. Furuta                                  |
| 6962 Summerscience | 1990 OT      | 22 tháng 7 năm 1990  | Palomar                 | E. F. Helin                                            |
| 6963               | 1990 OQ3     | 27 tháng 7 năm 1990  | Palomar                 | H. E. Holt                                             |
| 6964 Kunihiko      | 1990 TL1     | 15 tháng 10 năm 1990 | Kitami                  | K. Endate, K. Watanabe                                 |
| 6965 Niyodogawa    | 1990 VS2     | 11 tháng 11 năm 1990 | Geisei                  | T. Seki                                                |
| 6966 Vietoris      | 1991 RD5     | 13 tháng 9 năm 1991  | Tautenburg Observatory  | L. D. Schmadel, F. Börngen                             |
| 6967               | 1991 VJ3     | 11 tháng 11 năm 1991 | Toyota                  | K. Suzuki, T. Urata                                    |
| 6968               | 1991 VX3     | 11 tháng 11 năm 1991 | Kushiro                 | S. Ueda, H. Kaneda                                     |
| 6969 Santaro       | 1991 VF5     | 4 tháng 11 năm 1991  | Kiyosato                | S. Otomo                                               |
| 6970 Saigusa       | 1992 AL1     | 10 tháng 1 năm 1992  | Kiyosato                | S. Otomo                                               |
| 6971 Omogokei      | 1992 CT      | 8 tháng 2 năm 1992   | Geisei                  | T. Seki                                                |
| 6972 Helvetius     | 1992 GY3     | 4 tháng 4 năm 1992   | La Silla                | E. W. Elst                                             |
| 6973 Karajan       | 1992 HK      | 27 tháng 4 năm 1992  | Kushiro                 | S. Ueda, H. Kaneda                                     |
| 6974 Solti         | 1992 MC      | 27 tháng 6 năm 1992  | Palomar                 | H. E. Holt                                             |
| 6975 Hiroaki       | 1992 QM      | 25 tháng 8 năm 1992  | Kiyosato                | S. Otomo                                               |
| 6976 Kanatsu       | 1993 KD2     | 23 tháng 5 năm 1993  | Kiyosato                | S. Otomo                                               |
| 6977 Jaucourt      | 1993 OZ4     | 20 tháng 7 năm 1993  | La Silla                | E. W. Elst                                             |
| 6978 Hironaka      | 1993 RD      | 12 tháng 9 năm 1993  | Kitami                  | K. Endate, K. Watanabe                                 |
| 6979 Shigefumi     | 1993 RH      | 12 tháng 9 năm 1993  | Kitami                  | K. Endate, K. Watanabe                                 |
| 6980 Kyusakamoto   | 1993 SV1     | 16 tháng 9 năm 1993  | Kitami                  | K. Endate, K. Watanabe                                 |
| 6981 Chirman       | 1993 TK2     | 15 tháng 10 năm 1993 | Bassano Bresciano       | Bassano Bresciano                                      |
| 6982               | 1993 UA3     | 16 tháng 10 năm 1993 | Palomar                 | E. F. Helin                                            |
| 6983 Komatsusakyo  | 1993 YC      | 17 tháng 12 năm 1993 | Oizumi                  | T. Kobayashi                                           |
| 6984 Lewiscarroll  | 1994 AO      | 4 tháng 1 năm 1994   | Fujieda                 | H. Shiozawa, T. Urata                                  |
| 6985               | 1994 UF2     | 31 tháng 10 năm 1994 | Kushiro                 | S. Ueda, H. Kaneda                                     |
| 6986 Asamayama     | 1994 WE      | 24 tháng 11 năm 1994 | Oizumi                  | T. Kobayashi                                           |
| 6987 Onioshidashi  | 1994 WZ      | 25 tháng 11 năm 1994 | Oizumi                  | T. Kobayashi                                           |
| 6988               | 1994 WE3     | 28 tháng 11 năm 1994 | Kushiro                 | S. Ueda, H. Kaneda                                     |
| 6989 Hoshinosato   | 1994 XH1     | 6 tháng 12 năm 1994  | Oizumi                  | T. Kobayashi                                           |
| 6990 Toya          | 1994 XU4     | 9 tháng 12 năm 1994  | Oizumi                  | T. Kobayashi                                           |
| 6991 Chichibu      | 1995 AX      | 6 tháng 1 năm 1995   | Oizumi                  | T. Kobayashi                                           |
| 6992 Minano-machi  | 1995 BT1     | 27 tháng 1 năm 1995  | Oizumi                  | T. Kobayashi                                           |
| 6993               | 1995 BJ4     | 28 tháng 1 năm 1995  | Kushiro                 | S. Ueda, H. Kaneda                                     |
| 6994               | 1995 BV4     | 28 tháng 1 năm 1995  | Kushiro                 | S. Ueda, H. Kaneda                                     |
| 6995 Minoyama      | 1996 BZ1     | 24 tháng 1 năm 1996  | Oizumi                  | T. Kobayashi                                           |
| 6996 Alvensleben   | 2222 T-2     | 29 tháng 9 năm 1973  | Palomar                 | C. J. van Houten, I. van Houten-Groeneveld, T. Gehrels |
| 6997 Laomedon      | 3104 T-3     | 16 tháng 10 năm 1977 | Palomar                 | C. J. van Houten, I. van Houten-Groeneveld, T. Gehrels |
| 6998 Tithonus      | 3108 T-3     | 16 tháng 10 năm 1977 | Palomar                 | C. J. van Houten, I. van Houten-Groeneveld, T. Gehrels |
| 6999 Meitner       | 4379 T-3     | 16 tháng 10 năm 1977 | Palomar                 | C. J. van Houten, I. van Houten-Groeneveld, T. Gehrels |
| 7000 Curie         | 1939 VD      | 6 tháng 11 năm 1939  | Uccle                   | F. Rigaux                                              |